# 로만 드미트리예프
로만 미하일로비치 드미트리예프(러시아어: Рома́н Миха́йлович Дми́триев, 1949년 3월 7일~2010년 2월 11일)는 소련과 러시아의 레슬링 선수, 지도자이다. 시베리아 원주민인 야쿠트족 출신으로 1972년 하계 올림픽 자유형 라이트플라이급 금메달을 획득했으며, 1976년 하계 올림픽에서 은메달을 획득했다. 은퇴 후 코치로 활동했으며, 러시아 청소년 대표팀 코치 등을 역임했다. 또한 고향인 사하 공화국에서 정치인으로도 활동했다.